# بنگت زیراسکی
بنگت زیراسکی (آلمانی: Bengt Zikarsky؛ زادهٔ ۱۷ ژوئیهٔ ۱۹۶۷) شناگر اهل آلمان بود.